# Bonobo (GNOME)
Bonobo — компонентная модель, применяемая для создания повторно используемых программных компонентов и составных документов. Она была создана компанией Ximian (сейчас является частью Novell) для использования в составных документах в GNOME.
Bonobo был разработан и реализован для того, чтобы упростить создание объемных приложений. Он был написан под сильным влиянием технологии OLE от компании Microsoft и очень схож с ней. Компоненты Bonobo аналогичны KParts из состава KDE. Bonobo основан на архитектуре CORBA architecture. С помощью Bonobo возможно, например, встроить в приложение HTML-компоненту для показа некого HTML-документа или SVG-компоненту для отображения статистики, взятой из базы данных.
Доступны следующие компоненты:
- электронные таблицы Gnumeric;
- просмотрщик PostScript (ggv)
- просмотрщик PDF (xpdf)
- просмотрщик SVG (gill)

## Устаревание
Команда GNOME официально объявила Bonobo устаревшим начиная с GNOME 2.4,, а разработчикам предлагается использовать альтернативы, такие как D-Bus.